# Norgesmesterskapet 1997
La Norgesmesterskapet 1997 è la 92ª edizione della manifestazione. Iniziata il 20 maggio 1997, si concluse il 26 ottobre 1997 con la finale all'Ullevaal Stadion tra Vålerenga e Strømsgodset, vinta dai primi per quattro a due. La squadra campione in carica fu il Tromsø.

## Formula
La competizione fu interamente ad eliminazione diretta. Tutti i turni si svolsero in gara unica, con eventuali tempi supplementari e calci di rigore.

## Calendario

### Primo turno
|                    | Risultato        |                 | Data      |
| ------------------ | ---------------- | --------------- | --------- |
| Larvik Turn        | 1-3              | Snøgg           | 20 maggio |
| Holter             | 1-0              | Sprint-Jeløy    | 21 maggio |
| Raufoss            | 0-1              | Mjøndalen       | 21 maggio |
| Jevnaker           | 3-4 (dts)        | Bærum           | 21 maggio |
| Liv/Fossekallen    | 2-1              | Ski             | 21 maggio |
| Åssiden            | 0-1              | Skjetten        | 21 maggio |
| Ørn-Horten         | 1-2              | Runar           | 21 maggio |
| Pors Grenland      | 6-3              | Sørfjell        | 21 maggio |
| Ålgård             | 1-3              | Flekkefjord     | 21 maggio |
| Hana               | 0-6              | Bryne           | 21 maggio |
| Bremnes            | 2-1              | Nest-Sotra      | 21 maggio |
| Åsane              | 4-0              | Florø           | 21 maggio |
| Ørsta              | 1-2              | Stryn           | 21 maggio |
| Aalesund           | 0-2              | Volda           | 21 maggio |
| Averøykameratene   | 1-0              | Åndalsnes       | 21 maggio |
| Orkanger           | 2-1              | Nidelv          | 21 maggio |
| Nardo              | 3-1 (dts)        | Steinkjer       | 21 maggio |
| Verdal             | 0-3              | Ranheim         | 21 maggio |
| Gevir Bodø         | 6-0              | Mo              | 21 maggio |
| Selbak             | 1-2              | Sarpsborg       | 22 maggio |
| Råde               | 0-2              | Moss            | 22 maggio |
| Fredrikstad        | 1-1 (5-4 d.c.r.) | Grei            | 22 maggio |
| Sørumsand          | 0-6              | Lillestrøm      | 22 maggio |
| Aurskog/Finstadbru | 2-7              | Drøbak/Frogn    | 22 maggio |
| Kolbotn            | 0-2              | Lyn Oslo        | 22 maggio |
| Ullern             | 3-2              | Østsiden        | 22 maggio |
| Asker              | 0-3              | Stabæk          | 22 maggio |
| Strømmen           | 3-0              | Faaberg         | 22 maggio |
| Holmen             | 1-2              | Eik-Tønsberg    | 22 maggio |
| Frigg              | 0-2              | Mercantile      | 22 maggio |
| Kjelsås            | 0-1              | Abildsø         | 22 maggio |
| Elverum            | 0-3              | Vålerenga       | 22 maggio |
| Nybergsund         | 1-3              | HamKam          | 22 maggio |
| Vang               | 0-5              | Kongsvinger     | 22 maggio |
| Åmot               | 1-3              | Skeid           | 22 maggio |
| Flint              | 2-6              | Strømsgodset    | 22 maggio |
| Urædd              | 0-2              | Odd Grenland    | 22 maggio |
| Jerv               | 3-2              | Vigør           | 22 maggio |
| Donn               | 1-5              | Start           | 22 maggio |
| Varhaug            | 1-2              | Eiger           | 22 maggio |
| Figgjo             | 0-7              | Viking          | 22 maggio |
| Vidar              | 4-0              | Vedavåg         | 22 maggio |
| Vard Haugesund     | 1-1 (6-5 d.c.r.) | Odda            | 22 maggio |
| Skjold IL          | 0-8              | Haugesund       | 22 maggio |
| Stord              | 3-4 (dts)        | Løv-Ham         | 22 maggio |
| Kleppestø          | 1-4              | Brann           | 22 maggio |
| Fana               | 1-2              | Vadmyra         | 22 maggio |
| Radøy/Manger       | 4-7 (dts)        | Fyllingen       | 22 maggio |
| Jotun              | 0-1              | Sogndal         | 22 maggio |
| Skarbøvik          | 0-1              | Hødd            | 22 maggio |
| Kristiansund BK    | 0-3              | Molde           | 22 maggio |
| Strindheim         | 2-0              | National        | 22 maggio |
| Singsås            | 0-9              | Rosenborg       | 22 maggio |
| Kolstad            | 4-2              | Stjørdals-Blink | 22 maggio |
| Tranabakken        | 0-5              | Byåsen          | 22 maggio |
| Mosjøen            | 3-1              | Namsos          | 22 maggio |
| Stålkameratene     | 0-3              | Bodø/Glimt      | 22 maggio |
| Lofoten            | 4-0              | Mjølner         | 22 maggio |
| Finnsnes           | 0-2              | Harstad         | 22 maggio |
| Tromsdalen         | 5-1              | Silsand/Omegn   | 22 maggio |
| Lyngen/Karnes      | 1-4              | Tromsø          | 22 maggio |
| Hammerfest         | 2-3              | Porsanger       | 22 maggio |
| Alta               | 8-3              | Skjervøy        | 22 maggio |
| Lørenskog          | 4-3              | Gjøvik-Lyn      | 26 maggio |

### Secondo turno
|              | Risultato        |                  | Data      |
| ------------ | ---------------- | ---------------- | --------- |
| Moss         | 2-0              | Strømmen         | 10 giugno |
| Eiger        | 1-2              | Viking           | 10 giugno |
| Fyllingen    | 5-2              | Åsane            | 10 giugno |
| Sarpsborg    | 1-1 (3-4 d.c.r.) | Fredrikstad      | 11 giugno |
| Drøbak/Frogn | 3-1              | Holter           | 11 giugno |
| Stabæk       | 2-1              | Bærum            | 11 giugno |
| Skjetten     | 1-3              | Eik-Tønsberg     | 11 giugno |
| Mercantile   | 0-1 (dts)        | Skeid            | 11 giugno |
| Abildsø      | 0-1              | Vålerenga        | 11 giugno |
| Lyn Oslo     | 4-0              | Strindheim       | 11 giugno |
| HamKam       | 2-1              | Ullern           | 11 giugno |
| Kongsvinger  | 4-1              | Lørenskog        | 11 giugno |
| Mjøndalen    | 0-2              | Strømsgodset     | 11 giugno |
| Runar        | 1-1 (5-6 d.c.r.) | Pors Grenland    | 11 giugno |
| Snøgg        | 1-8              | Lillestrøm       | 11 giugno |
| Odd Grenland | 5-1              | Jerv             | 11 giugno |
| Bryne        | 6-3              | Vidar            | 11 giugno |
| Flekkefjord  | 1-3              | Start            | 11 giugno |
| Bremnes      | 1-4              | Haugesund        | 11 giugno |
| Løv-Ham      | 2-6              | Vard Haugesund   | 11 giugno |
| Vadmyra      | 1-3              | Brann            | 11 giugno |
| Stryn        | 1-0              | Molde            | 11 giugno |
| Sogndal      | 5-0              | Liv/Fossekallen  | 11 giugno |
| Volda        | 0-3              | Hødd             | 11 giugno |
| Orkanger     | 0-2              | Averøykameratene | 11 giugno |
| Byåsen       | 4-2              | Kolstad          | 11 giugno |
| Ranheim      | 1-4              | Gevir Bodø       | 11 giugno |
| Nardo        | 1-3              | Rosenborg        | 11 giugno |
| Bodø/Glimt   | 3-0              | Mosjøen          | 11 giugno |
| Harstad      | 1-0              | Lofoten          | 11 giugno |
| Tromsdalen   | 4-6              | Alta             | 11 giugno |
| Porsanger    | 0-3              | Tromsø           | 11 giugno |

### Terzo turno
|                  | Risultato        |                | Data      |
| ---------------- | ---------------- | -------------- | --------- |
| Fredrikstad      | 2-0              | Lyn Oslo       | 25 giugno |
| Lillestrøm       | 3-0              | HamKam         | 25 giugno |
| Skeid            | 1-2 (dts)        | Byåsen         | 25 giugno |
| Strømsgodset     | 5-4 (dts)        | HamKam         | 25 giugno |
| Eik-Tønsberg     | 1-1 (4-3 d.c.r.) | Kongsvinger    | 25 giugno |
| Pors Grenland    | 2-3 (dts)        | Stabæk         | 25 giugno |
| Start            | 3-2              | Odd Grenland   | 25 giugno |
| Viking           | 4-1              | Fyllingen      | 25 giugno |
| Haugesund        | 4-0              | Bryne          | 25 giugno |
| Brann            | 11-0             | Vard Haugesund | 25 giugno |
| Stryn            | 1-4              | Sogndal        | 25 giugno |
| Hødd             | 0-2              | Moss           | 25 giugno |
| Averøykameratene | 0-5              | Rosenborg      | 25 giugno |
| Gevir Bodø       | 0-2              | Vålerenga      | 25 giugno |
| Tromsø           | 8-0              | Harstad        | 25 giugno |
| Alta             | 1-6              | Bodø/Glimt     | 25 giugno |

### Quarto turno
|              | Risultato        |              | Data      |
| ------------ | ---------------- | ------------ | --------- |
| Bodø/Glimt   | 5-0              | Start        | 9 luglio  |
| Eik-Tønsberg | 2-2 (1-4 d.c.r.) | Haugesund    | 9 luglio  |
| Rosenborg    | 5-3 (dts)        | Lillestrøm   | 9 luglio  |
| Sogndal      | 5-0              | Tromsø       | 9 luglio  |
| Viking       | 4-0              | Fredrikstad  | 9 luglio  |
| Byåsen       | 0-3              | Strømsgodset | 10 luglio |
| Moss         | 0-2              | Stabæk       | 10 luglio |
| Vålerenga    | 3-0              | Brann        | 10 luglio |

### Quarti di finale
|           | Risultato |              | Data     |
| --------- | --------- | ------------ | -------- |
| Haugesund | 2-3 (dts) | Strømsgodset | 6 agosto |
| Rosenborg | 2-3 (dts) | Viking       | 6 agosto |
| Stabæk    | 1-3       | Bodø/Glimt   | 6 agosto |
| Vålerenga | 3-2       | Sogndal      | 6 agosto |

### Semifinali

#### Andata
|            | Risultato |              | Data         |
| ---------- | --------- | ------------ | ------------ |
| Bodø/Glimt | 2-1       | Strømsgodset | 24 settembre |
| Viking     | 1-4       | Vålerenga    | 24 settembre |

#### Ritorno
|              | Risultato |            | Data         |
| ------------ | --------- | ---------- | ------------ |
| Strømsgodset | 3-1       | Bodø/Glimt | 24 settembre |
| Vålerenga    | 1-1       | Viking     | 24 settembre |

## Finale
| Arbitro: | Olsen |

|                                           |           |                         |
| Kaasa 4’ Haug 51’ Musæus 63’ Levernes 65’ | Marcatori | 53’ Tanasić 56’ Tanasić |

| Vålerenga | Strømsgodset |

### Formazioni
| Vålerenga (4-4-2) |    |                      |     |
|                   |    |                      |     |
| POR               | 26 | Tore Krogstad        |     |
| TD                | 5  | Thomas Berntsen      | 84’ |
| DC                | 19 | Knut Henry Haraldsen |     |
| DC                | 4  | Fredrik Kjølner      | 33’ |
| TS                | 15 | Joachim Walltin      |     |
| CLD               | 17 | Bjørn Viljugrein     |     |
| CEN               | 7  | Bjørn Arild Levernes | 87’ |
| CEN               | 8  | Espen Haug           | 88’ |
| CLS               | 13 | Espen Musæus         |     |
| ATT               | 11 | Kjell Roar Kaasa     |     |
| ATT               | 25 | John Carew           |     |
| A disposizione:   |    |                      |     |
| ATT               | 12 | Fredrik Gärdeman     |     |
| DIF               | 2  | Viggo Strømme        | 84’ |
| DIF               | 3  | Kent Karlsen         | 88’ |
| DIF               | 6  | Håvard Steinar Lunde |     |
| ATT               | 10 | Dag Riisnæs          |     |
| CEN               | 18 | Svein Erik Pettersen | 87’ |
| ATT               | 20 | Juro Kuvicek         |     |
| Allenatore:       |    |                      |     |
| Vidar Davidsen    |    |                      |     |

| Strømsgodset (4-4-2)    |    |                    |     |
|                         |    |                    |     |
| POR                     | 1  | Glenn Arne Hansen  |     |
| TD                      | 2  | Espen Horsrud      |     |
| DC                      | 4  | Dmitrij Barannik   | 65’ |
| DC                      | 3  | Vegard Hansen      |     |
| TS                      | 21 | Pål Skistad        |     |
| CLD                     | 9  | Rune Hagen         |     |
| CEN                     | 7  | Sander Solberg     |     |
| CEN                     | 8  | Ousman Nyan        | 70’ |
| CLS                     | 17 | Marko Tanasić      | 70’ |
| ATT                     | 15 | Lasse Olsen        |     |
| ATT                     | 11 | Jostein Flo        | 78’ |
| A disposizione          |    |                    |     |
| ATT                     | 14 | Hans Erik Ødegaard | 70’ |
| CEN                     | 23 | Morten Kihle       | 70’ |
| ATT                     | 10 | Thomas Røed        | 78’ |
| Allenatore:             |    |                    |     |
| Dag Vidar Kristoffersen |    |                    |     |